# Macadamia-slægten
Macadamia-slægten (Macadamia) er udbredt med 7 arter i det østlige Australien og 1 på Sulawesi. Det er små, mellemstore eller store, stedsegrønne træer. Bladene sidder kransstillet 3-6 sammen, og de er lancetformede eller elliptiske med hel eller tandet-tornet rand. Blomsterne sidder samlet i slanke klaser, og de enkelte blomster er små med fire blosterblade. Frugten er en meget hård, rund "nød", der indeholder én eller to kerner. Her nævnes kun de to arter, som sætter spiselige nødder. Macadamia tetraphylla er sjælden som vildtvoksende, da de to arter danner mere livskraftige hybrider.
| Arter |

- Macadamia integrifolia
- Macadamia tetraphylla